# Menti nostrae
Menti nostrae é uma exortação apostólica do Papa Pio XII sobre a santidade da vida sacerdotal, proferida em Roma, na Basílica de São Pedro, em 23 de setembro de 1950, no 12º ano de seu pontificado.
Menti nostrae tem quatro partes, abordando a santidade da vida sacerdotal, a santidade do serviço sacerdotal, as regras práticas e as dificuldades especiais da vida sacerdotal. A vida sacerdotal significa antes de tudo a imitação da vida de Cristo, segundo o Pontífice. A imitação de Cristo significa uma relação interna com Cristo, a plena observância do celibato e uma separação dos bens terrenos. O sacerdote participa da Santa Missa sobre o sacrifício de Cristo e sua mística morte e ressurreição. Grande ênfase é colocada na vida de oração dos padres. A liturgia das horas é primordial, tal como a contemplação quotidiana, as orações privadas, a sua confissão frequente e a orientação espiritual através de um padre experiente da sua confiança.
A santidade do serviço sacerdotal se reflete em seu papel como doador das graças divinas. Ele deve ser motivado pelo fervor apostólico e ser um pastor que reflete o amor e a bondade de Cristo. Constantemente, ele deve melhorar seu conhecimento não apenas das coisas divinas, mas também temporais. O Papa Pio elogia com palavras calorosas os padres que estão a serviço da vida espiritual dos seus companheiros padres.
Esforços especiais devem ser empreendidos para recrutar jovens para o sacerdócio. Cada sacerdote deve participar nesta tarefa, antes de mais nada, dando o exemplo, mas também encorajando os jovens. Os candidatos devem ser selecionados com muito cuidado para garantir que são capazes de suportar as pressões do cargo. Os seminários, embora promovam a formação espiritual, não devem favorecer a separação do mundo, porque os sacerdotes vivem e trabalham neste mundo. Os seminaristas devem ser treinados em obediência e castidade. Candidatos com problemas de celibato não devem ser autorizados a permanecer. Deve haver um esforço especial para os padres recém-ordenados para ajudá-los em seus primeiros anos. Os padres precisam passar por uma educação contínua, para a qual bibliotecas devem ser estabelecidas em todas as dioceses com salas de leitura e um bom equilíbrio de recursos teológicos espirituais e práticos para os padres.
Nestes tempos de mudança, os padres precisam aprender a discernir e diferenciar. Apegar-se a todas as tradições antigas é tão perigoso quanto a aceitação cega de tudo que é novo. Em relação ao comunismo e ao capitalismo, a Igreja apontou as deficiências de ambos, marcando o uso indevido da propriedade privada e da exploração, bem como as atividades dos comunistas, tentando destruir a fé e prometendo bem-estar material. O padre tem que estar aberto para os pobres e os trabalhadores e todos os que estão em necessidade e miséria, não poucos deles da classe média. Os ensinamentos sociais da Igreja combinam as exigências da justiça e da caridade e, assim, promovem uma ordem social que não oprime o indivíduo nem fomente o egoísmo cego.
Os efeitos danosos de ambos os sistemas econômicos devem inspirar todos a seguir os ensinamentos sociais da Igreja, a disseminar o conhecimento e a aplicá-lo
No entanto, com todo o seu empenho social, o sacerdote não deve esquecer a missão e o contexto global. Os leigos são chamados principalmente ao apostolado prático e os sacerdotes só devem ajudar se necessário. Em seu último ponto, o Papa Pio aborda as necessidades econômicas do clero em algumas regiões e países. Depois da guerra, houve muito sofrimento, mas os bispos e o clero dividiram generosamente com os que foram gravemente afetados pelas consequências da guerra. Esses problemas não podem ser resolvidos a longo prazo, se os fiéis não estiverem incluídos em uma solução. Eles têm que estar convencidos de que os padres precisam de uma base material para existir e trabalhar para eles.